# 風立ちぬ (宮崎駿の漫画)
『風立ちぬ』（かぜたちぬ）は、宮崎駿による日本の漫画。『モデルグラフィックス』（大日本絵画）において、2009年4月号から2010年1月号まで連載された。本作を原作としたアニメーション映画が2013年7月20日に公開された。
タイトルは堀辰雄の同名小説からの借用である。

## 概要

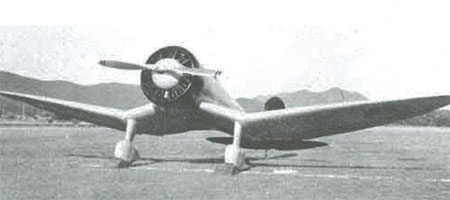
作中に登場する二郎の九試単座戦闘機試作一号

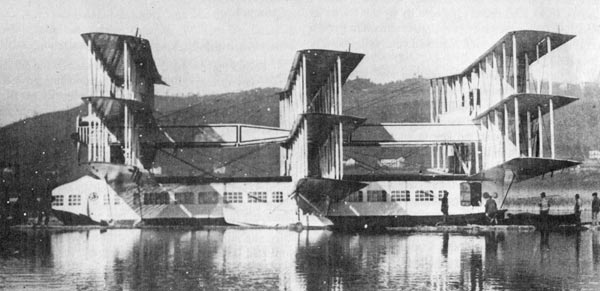
作中で墜落したカプローニのCa.60

宮崎駿が『モデルグラフィックス』誌上にて発表した連載漫画であり、その後、スタジオジブリによりアニメーション映画化された。各話冒頭には作者名が書かれており、第1回や第6回などでは本名の「宮﨑駿」 名義となっていたが、第2回は「宮﨑グズオ」、第3回は「宮﨑ノロオ」、第4回は「宮﨑ノビオ」、第5回は「宮﨑オソオ」、第7回は「宮﨑YASUMIGACHI駿」 など自身の遅筆を自虐的に捩った筆名を用いている。いずれの名義も手書きで書かれており、「崎」ではなく本名の「﨑」の字を使って表記されている。

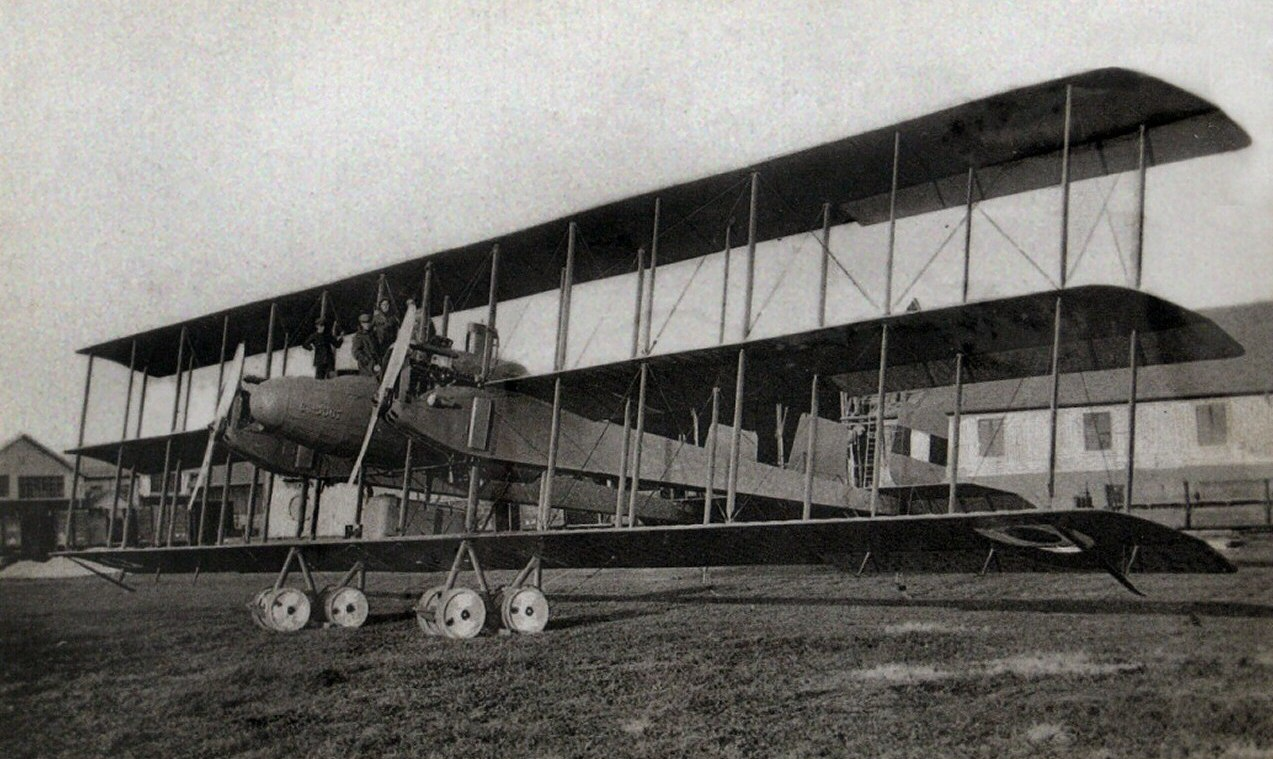
二郎とカプローニが出会ったCa.4

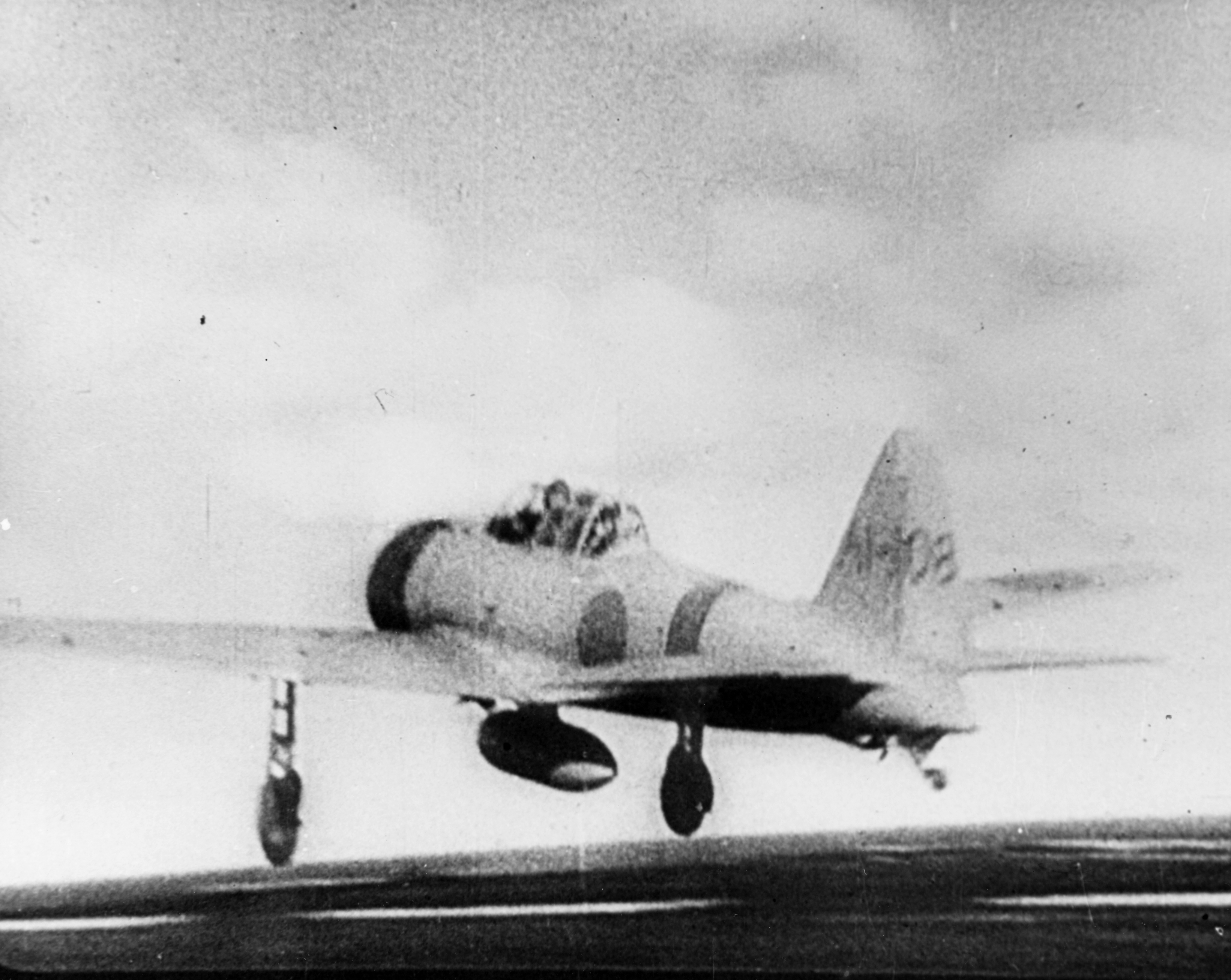
物語の終盤に登場する零式艦上戦闘機二一型

七試艦上戦闘機、九試単座戦闘機、零式艦上戦闘機の設計などを手がけた航空技術者である堀越二郎が主人公のモデルとなっている。
堀辰雄の小説『風立ちぬ』からの着想も盛り込まれている。
映画『崖の上のポニョ』の製作を終え一段落したことから、宮崎駿は『モデルグラフィックス』に漫画を連載することとなった。宮崎は「この漫画はいわば趣味として描いていたもの」 と語るなど、当初は自身の趣味のつもりで描いていたという。その延長で、登場人物のほとんどは、擬人化された豚などの姿で描かれている。

## 登場人物

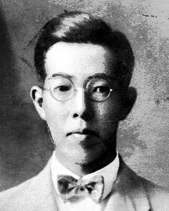
登場人物のモデルとなった堀越二郎

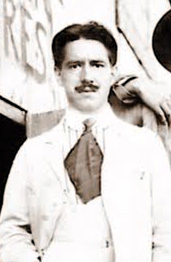
登場人物のモデルとなったジャンニ・カプローニ

堀越 二郎（ほりこし じろう）
本作の主人公。好きな曲は『冬の旅』。七試艦上戦闘機の開発では、初めて設計主務を任されるが、同機は飛行試験中に垂直尾翼が折れて墜落した。避暑地での恋が実を結び菜穂子と婚約。佐渡機関中佐の「珍機」「大胆」「無茶苦茶」な飛行機案に影響を受け九試単座戦闘機の試作一号機に逆ガル翼や沈頭鋲を採用するなど、独創的な設計を行い、その非凡な才能を開花させる。のちに零式艦上戦闘機など優れた飛行機を次々と生み出した。
実在の人物である航空技術者の堀越二郎をモデルとしている。
里見 菜穂子（さとみ なおこ）
本作のヒロイン。趣味は画を描くこと。父親は豚の顔をしているが菜穂子は人間の顔をしている。
療養のため滞在していた軽井沢町にて、二郎と恋に落ちる。「なんといういい加減な展開だ」とあきれる父の許しを得て交際をはじめる。
療養施設に入ることになってしまう。名前は堀辰雄の小説『菜穂子』にちなむ。ちなみに、同じく堀の『美しい村』では、堀がのちの『風立ちぬ』のヒロインとなる少女と軽井沢町で出会う展開となっている。
本庄 季郎（ほんじょう きろう）
八試特殊偵察機、九試陸上攻撃機（のちの九六式陸上攻撃機）の設計主務を務めた 航空技術者。
実在の人物である三菱重工業の本庄季郎をモデルとする。七試艦上戦闘機の失敗で燃え尽きる堀越が、八試特殊偵察機を製作中の本庄に会い、「もやもや」する。
カプロニー
劇中では「カプロニーおじさん」と呼ばれる。世界的に著名な飛行機製作者。人間の顔をしている。夢の中で二郎と邂逅する。二郎の夢の中で「設計はセンスだ」「創造的人生の持ち時間は10年だ」 と激励する。また、七試艦上戦闘機の設計に満足がいかない二郎を励まし、同機の開発が失敗に終わった際には「泣く時はひとりで泣け」 と慰めた。
実在の人物であるカプロニ創業者のジャンニ・カプローニをモデルとしている。映画版の企画書によれば、宮崎駿は本作で「零戦の設計者堀越二郎とイタリアの先輩ジャンニ・カプローニとの同じ志を持つ者の時空をこえた友情」 を描くとともに「いくたびもの挫折をこえて少年の日の夢にむかい力を尽すふたり」 の姿を描くと記している。また、宮崎駿は野村萬斎への演技指導において「カプローニは二郎にとっての“メフィストフェレス”だ」 と説明している。
メッサーシュミット
世界的に著名な飛行機製作者。一応「こわもての」人間の顔をしている。合理性を重視し「技術革新は一気にすべきである」と語る。それに対して二郎は「われわれはセンスで貴君に対抗するであろう」と反論する。
実在の人物であるメッサーシュミット創業者のウィリー・メッサーシュミットをモデルとしている。
堀 辰雄（ほり たつお）
小説家。二郎と同じく東京帝国大学の出身。レストラン「ペリカン食堂」で二郎に再会した際、「ナチス政権はごろつきの集まりとみんなが言っていた」という政治的な会話の中、堀の作品と設計者の関係を熱く語る二郎へ「ぜひ君の美しいヒコーキをつくってくれたまえ」 と声をかけ励ます。
実在の人物である小説家の堀辰雄をモデルとしている。彼のみイヌの顔をしている。

## 劇場アニメ
映画化され、2013年7月20日に公開された。全国454スクリーンで公開され、7月20日・21日の2日間で興行収入9億6088万円、観客動員74万7451人となり、映画観客動員ランキングで初登場第1位となった。キャラクターが全員人間の顔をしている、軽井沢に「クレソン食いのドイツ人」ではなく「カストルプ」というキャラクターが登場する、堀辰雄が登場しない、漫画版ではほぼ出なかった本庄は二郎と学生時代から親しく付き合っている、堀越家の人々が登場する、二郎の上司が服部の他「黒川」という人が登場する、漫画版では描かれなかった列車のシーンがある、ラストが「2009年10月、千葉県成田市の利根川河川敷」から架空の草原になるなど若干相違がある。

## 単行本
劇場アニメ版公開時点で、本作の単行本は未刊行であった。劇場アニメ版制作中のスタジオジブリを記録した映画『夢と狂気の王国』の中には、宮崎がこの漫画を絶対に単行本にはしないと述べる場面が存在した。原作の完結から5年、映画公開から2年が経過した2015年10月、『モデルグラフィックス』の発行元である大日本絵画から『風立ちぬ 宮崎駿の妄想カムバック』のタイトルで全話が収められた単行本が刊行された。
付録として佐藤暢彦による「八試特偵物語」、吉祥寺怪人による解説、宮崎による軍用機の絵を集めた「航空雑学画帳」、などが入っている。